# Marcin Miotk
Marcin Miotk (ur. 23 marca 1973 w Wejherowie) – polski alpinista i himalaista, mówca motywacyjny, autor projektu Everest Motywacji. Pierwszy Polak, który zdobył najwyższy szczyt świata - Mount Everest bez dodatkowego tlenu, drugim jest Piotr Krzyżowski (wejście 23.05.2024r.). Członek kadry narodowej Polskiego Związku Alpinizmu (wspinaczka wysokogórska). Wspinał się na najtrudniejsze góry świata: K2, południowa ściana Annapurny, Pik Pobiedy. Laureat nagrody Kolosa w kategorii Alpinizm w 2005 roku. W latach 2008–2013 prezes Klubu Wysokogórskiego Warszawa.

## Zdobyte szczyty

### Ośmiotysieczniki
- 2003 – Czo Oju (8201 m) – szybki atak z obozu II na wysokości około 7000 m
- 2005 – Mount Everest (8848 m) – pierwsze polskie wejście bez użycia tlenu, samotnie, bez pomocy Szerpów[4].

### Inne
- 1999 – Sziszapangma Środkowa (7999 m)
- 2002 – Chan Tengri (7010 m)
- 2004 – Szczyt Zwycięstwa (Pik Pobiedy – 7439 m) – styl alpejski - trzecie polskie wejście
- 2006 – Szczyt Korżeniewskiej (7105 m)
- 2006 – Szczyt Ismaila Samaniego (7495 m) – styl alpejski
- 2007 – Szczyt Lenina (7134 m)

## Inne wyprawy
- 1997 – Mont Blanc (4807 m) – droga papieska od strony włoskiej
- 1997 – Marmolada (3342 m)
- 1998 – Elbrus (5642 m)
- 1999 – Aconcagua (6959 m) – samotny trawers od strony Plaza Argentina do Plaza de Mulas
- 2001 – Huana Potosi (6088 m)
- 2002 – Mount Kenia (5199 m)
- 2003 – Matterhorn (4478 m)
- 2005 – Annapurna (8091 m) – wspinaczka południową ścianą, droga Boningtona[5]
- 2008 – Denali (6134 m)
- 2009 – Nanda Devi East (7434 m)
- 2010 – K2 (8611 m) – wspinaczka drogą Basków
- 2013 – Dhaulagiri (8167 m)

## Nagrody
- 2004 – Nagroda Orzeł Klubu Wysokogórskiego Warszawa „za szybkie wejście na Pik Pobiedy (7439 m) w stylu alpejskim”[6].
- 2005 – Nagroda Kolosa w kategorii Alpinizm  „za pierwsze polskie wejście bez tlenu na Mount Everest, dokonane samotnie, w dobrym, profesjonalnym stylu”[7].
- 2005 – Specjalne wyróżnienie w międzynarodowym plebiscycie ExplorersWEB za „coolest Everest climb of 2005”[8].
- 2005 – Finalista Nagrody Środowisk Wspinaczkowych „Jedynka”, za Mount Everest (8848 m), wejście samotne, pierwsze polskie bez tlenu.
- 2007 – tytuł Śnieżnej Pantery po zdobyciu pięciu najwyższych szczytów w byłym ZSRR[9]. Był drugim Polakiem (po Marcinie Hennigu), który dokonał tego wyczynu[10].

## Inne osiągnięcia sportowe
Jako przygotowanie do wypraw górskich, amatorsko uprawia bieganie, triathlon, kolarstwo.
- 2013 – udział w  nieoficjalnych mistrzostwa świata w biegach ultra czyli Ultra-Trail du Mont-Blanc (UTMB) na dystansie 168 km i przewyższeniu 10 000 m.
- 2019 – rekord życiowy w maratonie 2:47:42 w Boston Maraton.
- 2019 – rekord życiowy w triathlonie na pełnym dystansie Ironman 09:51:49 w Ironman Tallinn
- 2019 – udział w Mistrzostwach Świata Ironman 70.3 w Nicei.